# Freerk Huisken
Freerk Huisken (* 29. Januar 1941 in Eberswalde) ist ein marxistischer Publizist und ehemaliger Hochschullehrer für Politische Ökonomie des Ausbildungswesens am Fachbereich Erziehungswissenschaften der Universität Bremen. Huisken ist Autor der marxistischen Theoriezeitschrift GegenStandpunkt.

## Leben
Nach einem Studium an der Pädagogischen Hochschule Oldenburg arbeitete er bis 1967 als Lehrer, danach absolvierte er noch ein Studium der Politikwissenschaft und der Psychologie an der Universität Erlangen-Nürnberg. Nach seiner Promotion im Jahre 1971 erhielt er eine Professur für Politische Ökonomie des Ausbildungssektors an der Universität Bremen. Huisken vertrat in seiner Tätigkeit als Hochschullehrer einen Standpunkt, der jedem Menschen ein unbedingtes selbständiges Denken zugesteht. Nicht selten geriet er dabei mit der Universitätsleitung in Konflikt, zuletzt, als er Anfang 2003 aus Anlass des Schulmassakers von Erfurt ein Buch zum Thema Jugendgewalt schrieb und dieses in den Universitätsmedien bekanntmachen wollte. Die Pressestelle lehnte dies ab, da die Thesen des Buches nicht geeignet seien, „zum Ansehen und zur Reputation der Universität“ beizutragen. Auch solidarisierte er sich häufig mit Studenten, die mit der Universitätsleitung in Konflikt gerieten.
Freerk Huisken ist mit der Zeitschrift GegenStandpunkt verbunden und vertritt einen marxistischen Standpunkt, der das Denken eines Menschen als immer selbständig und daher jeden Menschen als zur Kritik fähig ansieht. Wie schon beim GegenStandpunkt richtet sich diese Kritik bei Freerk Huisken in der Hauptsache gegen den Kapitalismus.
Im März 2006 trat Huisken in den Ruhestand, er hält jedoch weiterhin Vorträge zur Wissenschaftskritik und zu politischen Themen.

## Veröffentlichungen (Auswahl)
- Anstiftung zum Unfrieden. Ein destruktives Lesebuch mit konstruktivem Anhang. Fachbibliothek Verlag, Büren 1984, ISBN 3-88245-126-2.
- Ausländerfeinde und Ausländerfreunde. Eine Streitschrift gegen den geächteten wie den geachteten Rassismus. VSA-Verlag, Hamburg 1987, ISBN 3-87975-415-2.
- Die Wissenschaft von der Erziehung. Einführung in die Grundlügen der Pädagogik. VSA-Verlag, Hamburg 1991, ISBN 3-87975-558-2.
- Weder für die Schule noch fürs Leben. Kritik der Erziehung - Teil 2. VSA-Verlag, Hamburg 1992, ISBN 3-87975-608-2.
- Nichts als Nationalismus. Deutsche Lehren aus Rostock und Mölln - Ein antirassistisches Tagebuch. VSA-Verlag, Hamburg 1993, ISBN 3-87975-631-7.
- Jugendgewalt. VSA-Verlag, Hamburg 1996, ISBN 3-87975-663-5.
- Erziehung im Kapitalismus. Von den Grundlügen der Pädagogik und dem unbestreitbaren Nutzen der bürgerlichen Lehranstalten. VSA-Verlag, Hamburg 1998, ISBN 3-87975-722-4. Überarbeitete und erweiterte Neuausgabe 2016, ISBN 978-3-89965-691-6.
- Zur Kritik der Bremer „Hirnforschung“. Hirn determiniert Geist : Fehler, Funktion und Folgen. AStA Universität Bremen, Bremen 2000, ISBN 3-938699-00-0 (Volltext der Neufassung).
- Deutsche Lehren aus Rostock und Mölln. Nichts als Nationalismus 1. VSA-Verlag, Hamburg 2001, ISBN 3-87975-806-9 (Online [PDF; 778 kB; abgerufen am 27. Oktober 2021]).
- Brandstifter als Feuerwehr. Die Rechtsextremismus-Kampagne. Nichts als Nationalismus 2. VSA-Verlag, Hamburg 2001, ISBN 3-87975-805-0 (Online [PDF; 740 kB; abgerufen am 27. Oktober 2021]).
- z. B. Erfurt. Was das bürgerliche Bildungs- und Einbildungswesen so alles anrichtet. VSA-Verlag, Hamburg 2002, ISBN 3-87975-878-6.
- Der „PISA-Schock“ und seine Bewältigung. Wieviel Dummheit braucht / verträgt die Republik? VSA-Verlag, Hamburg 2005, ISBN 3-89965-160-X.
- Über die Unregierbarkeit des Schulvolks. Rütli-Schulen, Erfurt, Emsdetten usw. VSA-Verlag, Hamburg 2007, ISBN 3-89965-210-X.
- Der demokratische Schoß ist fruchtbar... Das Elend der Kritik am (Neo-)Faschismus. VSA-Verlag, Hamburg 2012, ISBN 978-3-89965-484-4.
- abgehauen, eingelagert, aufgefischt, durchsortiert, abgewehrt, eingebaut. Neue deutsche Flüchtlingspolitik. VSA-Verlag, Hamburg 2016, ISBN 978-3-89965-692-3.
- mit Rolf Gutte: Alles bewältigt, nichts begriffen! Nationalsozialismus im Unterricht. VSA-Verlag, Hamburg 2019, ISBN 978-3-96488-044-4. (zuerst Berlin 1997; unveränderte Neuauflage der Ausgabe von 2007).
- Flüchtlingsgespräche 2015ff. Über demokratische Ausländerfeindlichkeit und völkischen Nationalismus, linke Heimatliebe und weltoffenen Patriotismus. VSA-Verlag, Hamburg 2020, ISBN 978-3-96488-078-9.
- Frieden. Eine Kritik. Aus aktuellem Anlass, VSA Verlag, Hamburg 2023, ISBN 978-3-96488-193-9.